# Chuyến bay 610 của Lion Air
Chuyến bay 610 của Lion Air (JT610/LNI610) là chuyến bay chở khách nội địa thường lệ do Lion Air khai thác từ sân bay quốc tế Soekarno–Hatta ở Jakarta đến sân bay Depati Amir ở Pangkal Pinang, mất tích ngay sau khi cất cánh từ sân bay quốc tế Soekarno–Hatta vào ngày 29 tháng 10 năm 2018. Chiếc máy bay được báo cáo đã bị rơi ngoài khơi đảo Java. Vụ tai nạn đã khiến hộp đen ghi dữ liệu máy bay bị hư hỏng nặng và thiết bị CVR đã bị tách ra khỏi nó. Việc thứ vốn được thiết kế để chịu được những vụ tai nạn thảm khốc này bị phá huỷ cho thấy lực đâm của chiếc máy bay xuống biển khủng khiếp đến mức nào.

## Máy bay
Boeing 737 MAX 8, đăng ký PK-LQP, số sê-ri của nhà sản xuất 43000, được hỗ trợ bởi hai động cơ CFM International LEAP. Chiếc 737 thực hiện chuyến bay đầu tiên vào ngày 30 tháng 7 năm 2018. Máy bay được cho thuê từ CMIG Aviation Capital và bàn giao cho Lion Air vào ngày 13 tháng 8 năm 2018. Tại thời điểm xảy ra tai nạn, chiếc 737 MAX đã thực hiện khoảng 800 giờ bay. Đây là tai nạn đầu tiên liên quan đến 737 MAX kể từ khi hoạt động từ ngày 22 tháng 5 năm 2017 và tai nạn tồi tệ nhất liên quan đến Boeing 737. Vụ tai nạn cũng là tai nạn tồi tệ thứ 2 ở Indonesia, sau chuyến bay 152 của Garuda Indonesia rơi gần Medan ngày 26 tháng 9 năm 1997, giết chết 234 người trên máy bay.

## Chi tiết chuyến bay và tai nạn
Chiếc máy bay cất cánh từ Jakarta vào ngày 29 tháng 10 năm 2018 lúc 6:20 sáng giờ địa phương (28 tháng 10 năm 2018, 11:20 chiều theo giờ UTC) và được lên kế hoạch đến Sân bay Depati Amir ở Pangkal Pinang vào 7:20 sáng. Máy bay cất cánh theo hướng tây trước khi vòng quanh theo hướng đông bắc, nó được giữ độ cao cho đến khi rơi ra ngoài khơi phía đông bắc Jakarta trong vùng biển ước tính sâu lên tới 35 mét (115 ft). Theo một quan chức tại văn phòng tìm kiếm cứu nạn của Pangkal Pinang, phi hành đoàn đã yêu cầu giải phóng mặt bằng để trở về sân bay Jakarta 19 kilômét (12 mi; 10 nmi) vào chuyến bay. Nơi tai nạn được xác định là cách 34 kilômét (21 mi; 18 nmi) ngoài khơi bờ biển đảo Java.
Liên lạc giữa điều khiển không lưu (ATC) và chuyến bay 610 bị đột ngột mất lúc 06:33 am. ATC ngay lập tức thông báo cho chính quyền về vụ việc và Trung tâm tìm kiếm và cứu nạn quốc gia Indonesia triển khai ba tàu và một chiếc trực thăng đến khu vực. Vào lúc 07:30 sáng, cơ quan này đã nhận được thông báo rằng Chuyến bay 610 đã bị rơi cách một vài km ngoài khơi giàn khoan dầu. Các công nhân trên sàn báo cáo đã nhìn thấy vụ tai nạn máy bay. Các tàu thuyền ở khu vực này đã được triển khai ngay lập tức và các mảnh vụn từ chiếc máy bay bị rơi đã được tìm thấy ngay sau đó.

Bản đồ hiển thị đường bay của JT610

## Hành khách và phi hành đoàn
| Quốc tịch | Hành khách          | Phi hành đoàn | Tổng cộng |
| --------- | ------------------- | ------------- | --------- |
| Indonesia | 180                 | 7             | 187       |
| Ý         | 1 (Andrea Manfredi) | 0             | 1         |
| Ấn Độ     | 0                   | 1 (cơ trưởng) | 1         |
| Tổng cộng | 181                 | 8             | 189       |

Theo các quan chức Indonesia, có 189 người trên máy bay: 181 hành khách (178 người lớn, 1 trẻ em và 2 trẻ sơ sinh), cũng như sáu tiếp viên và hai phi công. Các quan chức xác nhận rằng tất cả 189 hành khách và phi hành đoàn trên máy bay đã chết.

### Phi hành đoàn
Lion Air xác nhận cơ trưởng chuyến bay là ông Bwayne Suneja (31 tuổi, người Ấn Độ), đã làm việc được hơn 7 năm và có kinh nghiệm khoảng 6.000 giờ bay; cơ phó là ông Harvino (người Indonesia), có kinh nghiệm khoảng 5.000 giờ bay. 6 tiếp viên hàng không cũng là người Indonesia.

### Hành khách
20 nhân viên bộ tài chính, mười nhân viên thuộc Ban kiểm toán Indonesia, hai kiểm toán viên từ Cơ quan kiểm tra tài chính và phát triển, bảy Thành viên Hội đồng Nhân dân khu vực Bangka Belitung, ba luật sư công, ba thẩm phán của Tòa án Tối cao Indonesia và Tòa án Quốc gia, ba nhân viên của Bộ Năng lượng và Tài nguyên Khoáng sản, một nhân viên của Perusahaan Listrik Negara với gia đình anh (vợ và con), và ba sĩ quan Cảnh sát quốc gia Indonesia, tổng cộng 52 công chức, nằm trong số các hành khách. Có hai người nước ngoài được xác nhận trong số những người trên máy bay: phi công từ Ấn Độ và một công dân Ý, cựu tay đua xe đạp chuyên nghiệp Andrea Manfredi.

## Điều tra

### Hỗ trợ quốc tế
Một kỹ thuật viên và đội ngũ kỹ thuật của Boeing và một nhóm từ Ủy ban An toàn Giao thông Quốc gia Hoa Kỳ (NTSB) đã đến Indonesia vào ngày 31 tháng 10 để giúp đỡ cho cuộc điều tra được thực hiện bởi NTSC. Nhân sự từ Cục Hàng không Liên bang Hoa Kỳ (FAA) và nhà sản xuất động cơ GE Aviation cũng được gửi đến Indonesia. Một nhóm từ Singapore, đã đến vào đêm 29 tháng 10, để cung cấp hỗ trợ trong việc phục hồi các máy ghi âm của máy bay. Cục An toàn Giao thông vận tải Úc đã gửi hai cán bộ của mình để hỗ trợ cho quá trình tải về của FDR.

### Sự cố trước đây
Chiếc 737 MAX được sử dụng trên chuyến bay từ sân bay quốc tế Ngurah Rai, Bali đến sân bay quốc tế Soekarno-Hatta, Jakarta vào đêm trước khi gặp nạn (28/10). Báo cáo chi tiết từ chuyến bay đó cho thấy chiếc máy bay đã gặp sự cố nghiêm trọng, khiến nhiều hành khách bị thương. Hành khách trong cabin báo cáo rung lắc nặng và mùi cao su bị cháy bên trong cabin. Tại thời điểm, máy bay đã rơi hơn 200 feet (61 m) trong vài giây. Dấu hiệu dây an toàn không bao giờ tắt từ khi cất cánh đến khi hạ cánh. Một bản ghi thông tin liên lạc kiểm soát không lưu chỉ ra rằng phi công đã gọi là "pan-pan".  Sau đó, phi công đã quyết định hủy "pan-pan" và tiếp tục chuyến bay đến Jakarta.
Nhật ký bảo dưỡng của máy bay tiết lộ rằng máy bay bị lỗi điều hướng không xác định ở phía cơ trưởng, trong khi phía cơ phó được báo cáo là trong tình trạng tốt.
Hành khách kể lại rằng máy bay đã gặp sự cố về động cơ và được yêu cầu không lên máy bay vì các kỹ sư đã cố gắng khắc phục sự cố. Trong khi máy bay đang trên đường đến Jakarta, nó gặp vấn đề trong việc duy trì độ cao không đổi, với hành khách nói rằng nó giống như "một tàu lượn siêu tốc". Giám đốc điều hành của Lion Air, Edward Sirait, cho biết máy bay có "sự cố kỹ thuật" vào tối Chủ nhật, nhưng điều này đã được giải quyết theo hướng dẫn bảo trì do nhà sản xuất ban hành. Các kỹ sư đã tuyên bố rằng máy bay đã sẵn sàng cất cánh vào buổi sáng ngày hôm sau. Một báo cáo sau đó tuyên bố rằng một phi công thứ ba đang trên chuyến bay đến Jakarta và nói với phi công cắt điện cho các động cơ cắt ổn định đã khắc phục vấn đề. Phương pháp này là một mục bộ nhớ tiêu chuẩn trong danh sách kiểm tra 737. Sau đó, NTSB đã xác nhận sự hiện diện của một phi công đủ tiêu chuẩn 737 MAX 8 trong buồng lái nhưng không xác nhận vai trò của phi công trong việc khắc phục sự cố và phủ nhận rằng có bất kỳ ghi chép nào về chuyến bay trước đó trong CVR của chuyến bay 610.

### Đánh giá sớm các yếu tố tiềm năng
Chuyên gia hàng không Indonesia Gerry Soejatman suy đoán rằng các ống pitot, được sử dụng trong hệ thống chỉ dẫn tốc độ không khí, có thể đã đóng một vai trò trong vụ tai nạn. Chúng đã góp phần vào các vụ tai nạn tương tự trước đó.
Cơ quan Khí tượng, Khí hậu và Địa vật lý Indonesia (BMKG) báo cáo rằng thời tiết rõ ràng vào khoảng thời gian xảy ra vụ tai nạn, với sức gió ở mức 5 hải lý / giờ (9,3 km / giờ; 5,8 dặm / giờ) từ phía tây bắc. Tầm nhìn rất tốt khi không có mây tích lũy.  Giám đốc Bệnh viện Cảnh sát Musyafak nói rằng việc kiểm tra các bộ phận cơ thể cho thấy không có khả năng xảy ra vụ nổ hoặc hỏa hoạn trên máy bay.

### Chuyến bay bất thường

Độ cao (thanh màu xanh) và tốc độ bay (thanh màu đỏ) của chuyến 610

Các chuyên gia hàng không lưu ý rằng có một số bất thường về độ cao và tốc độ bay của chuyến 610. Chỉ 3 phút sau chuyến bay, cơ trưởng đã yêu cầu ATC cho phép quay lại sân bay vì có vấn đề về điều khiển chuyến bay. 8 phút sau chuyến bay, dữ liệu được truyền tự động bởi máy bay cho thấy nó đã hạ xuống khoảng 5.000 feet (1.500 m) nhưng độ cao của nó vẫn tiếp tục dao động. Giá trị trung bình của dữ liệu tốc độ không khí được truyền bởi chuyến 610 là khoảng 300 hải lý (560 km/giờ; 350 dặm/giờ), được các chuyên gia đánh giá là không bình thường, vì thông thường máy bay ở độ cao dưới 10.000 feet (3.000 m) bị hạn chế tốc độ bay 250 hải lý / giờ (460 km/h; 290 dặm/giờ). 10 phút sau chuyến bay, dữ liệu ghi lại chiếc máy bay rơi hơn 3.000 feet (910 m). Độ cao được ghi nhận cuối cùng của chiếc 737 là 2.500 feet (760 m).

### Phát hiện vào tháng 11
Ngày 5 tháng 11, NTSC thông báo rằng JT610 vẫn còn nguyên vẹn khi đâm xuống biển với tốc độ cao, với lý do kích thước tương đối nhỏ của các mảnh vỡ. Tác động mạnh đến nỗi phần bền, cứng nhất của chiếc 737 MAX đã bị phá huỷ. NTSC cũng tuyên bố rằng các động cơ của JT610 vẫn đang hoạt động khi nó rơi xuống biển, biểu thị bằng RPM cao. Kiểm tra thêm các thiết bị của máy bay cho thấy một trong những chỉ số tốc độ bay của máy bay đã bị trục trặc trong 4 chuyến bay cuối cùng của nó, bao gồm cả chuyến bay đến Denpasar.
Ngày 7 tháng 11, NTSC xác nhận rằng đã có vấn đề với các cảm biến góc tấn (AoA) của JT610. Nghĩ rằng nó sẽ khắc phục vấn đề, các kỹ sư ở Bali sau đó đã thay thế một trong các cảm biến AoA của máy bay, nhưng vấn đề vẫn tồn tại trên chuyến bay áp chót, từ Denpasar đến Jakarta. Chỉ vài phút sau khi cất cánh, máy bay đột ngột lao xuống. Tuy nhiên, phi công của chuyến bay đó đã điều khiển máy bay và quyết định bay ở độ cao thấp hơn bình thường. Sau đó, họ tìm cách hạ cánh máy bay an toàn và ghi lại sự chênh lệch hai mươi độ giữa số đọc của cảm biến AoA bên trái và cảm biến bên phải. Giám đốc NTSC Soerjanto Tjahjono nói với báo chí rằng Boeing và các cơ quan hàng không Hoa Kỳ sẽ báo cáo hoặc hành động trong tương lai, để ngăn chặn các vấn đề tương tự trên máy bay tương tự
Ngày 28 tháng 11, các nhà điều tra Indonesia cho biết máy bay 737 MAX của Lion Air không có khả năng bay trước chuyến bay gặp nạn. Một số thân nhân của các nạn nhân vụ tai nạn đã đệ đơn kiện Boeing.

### Báo cáo sơ bộ
Ngày 28 tháng 11, NTSC đã công bố báo cáo điều tra tai nạn sơ bộ. Sau các vấn đề về tốc độ và độ cao, một cảm biến AoA đã được thay thế và thử nghiệm 2 ngày trước đó trên máy bay bị tai nạn. Các dấu hiệu về tốc độ không khí bị lỗi vẫn xuất hiện trên chuyến bay tiếp theo vào ngày 28 tháng 10, với chiếc máy bay tự động hạ mũi xuống.  Danh sách kiểm tra bộ ổn định chạy không bình thường đã được chạy, bộ ổn định điện bị tắt và chuyến bay tiếp tục với chế độ cắt thủ công; các vấn đề đã được báo cáo sau khi hạ cánh.  Ngay sau khi cất cánh vào ngày 29 tháng 10, các vấn đề liên quan đến độ cao và tốc độ không khí tiếp tục do dữ liệu AoA sai lệch và được chỉ định cắt mũi tự động thông qua hệ thống tăng cường tính năng điều khiển bay (MCAS). Báo cáo không nêu rõ liệu quy trình cắt ổn định chạy được chạy hay liệu các công tắc cắt ổn định điện có bị cắt trên chuyến bay bị tai nạn hay không.
Leeham News, chủ yếu đề cập đến các vấn đề của Airbus, Boeing, Bombardier và Embraer, báo cáo rằng phi công không có kiến thức rõ ràng rằng việc cắt danh sách kiểm tra sẽ giải phóng MCAS.
Boeing đã chỉ ra cách khắc phục sự cố thành công vào ngày 28 tháng 10 khi bằng chứng cho thấy MCAS không thay đổi quy trình ổn định chạy trốn, và nhấn mạnh sự tồn tại lâu dài của các thủ tục để hủy bỏ các lệnh hạ mũi MCAS.

### Máy ghi âm buồng lái
Ngày 21 tháng 1 năm 2019, NTSC tuyên bố rằng họ sẽ không phát hành bản sao từ máy ghi âm buồng lái (CVR) được tìm thấy trước đó một tuần cho đến khi báo cáo cuối cùng được công bố.  Tuy nhiên, sau khi vụ tai nạn chuyến bay 302 vào ngày 10 tháng 3 năm 2019 có nghĩa là các dữ liệu từ các CVR của JT610 được chia sẻ giữa các nhà nghiên cứu, phương tiện truyền thông trích dẫn nguồn tin giấu tên cho biết CVR ghi các phi công đề cập một số vấn đề, cố gắng để leo lên, và kiểm tra sổ tay tham khảo nhanh để tìm giải pháp. NTSC phủ nhận những tuyên bố này nhưng tuyên bố các phi công bắt đầu hoảng loạn khi kết thúc chuyến bay.

### Báo cáo cuối cùng
NTSC đã công bố báo cáo cuối cùng về vụ tai nạn vào ngày 25 tháng 10 năm 2019.
Theo một bản tóm tắt của báo cáo: "MCAS là nguyên nhân chính của vụ tai nạn, cảm biến bị lỗi, bảo trì không đầy đủ, đào tạo phi công kém và không chú ý đến các vấn đề trước đây với cùng một máy bay là tất cả các yếu tố góp phần tạo nên vụ tai nạn.

## Hậu quả

### Phản ứng

#### Nguyên nhân tiềm năng
Động cơ CFM International LEAP của 737 MAX có tỷ lệ bỏ qua cao hơn và có vỏ bọc lớn hơn các động cơ của các mẫu 737 trước đó, vì vậy các động cơ được đặt cao hơn và xa hơn về phía trước so với cánh trước. Điều này làm mất ổn định sân bay ở các góc tấn công cao hơn (AoA). Để giải quyết vấn đề này, Boeing đã thiết kế hệ thống tăng cường tính năng điều khiển bay (MCAS) cho dòng 737 MAX. Các kỹ sư cũ của Boeing bày tỏ quan điểm rằng lệnh hạ mũi được kích hoạt bởi một điểm cảm biến duy nhất là lỗi thiết kế nếu phi hành đoàn không chuẩn bị, và FAA đang đánh giá cách khắc phục lỗ hổng có thể và điều tra xem liệu phi công có đào tạo chuyển tiếp là đầy đủ. Một trục trặc trong các cảm biến AoA có thể khiến hệ thống MCAS tin rằng máy bay bị ngưng trệ khi không hoạt động, khiến nó nhúng mũi máy bay để phục hồi từ một gian hàng không tồn tại ngay cả khi đang bay.

#### Cảnh báo FAA
Ngày 6 tháng 11, Tạp chí Phố Wall đã báo cáo rằng Boeing và FAA, trên cơ sở thông tin sơ bộ thu thập được trong cuộc điều tra, đã lên kế hoạch công bố các cảnh báo về góc chỉ dẫn tấn công sai lầm trên màn hình công cụ buồng lái của 737 MAX để đáp lại vụ tai nạn JT610.
Cục Hàng không Liên bang đã ban hành chỉ thị khẩn cấp về hàng không (AD) yêu cầu sửa đổi các giới hạn và quy trình vận hành liên quan đến dữ liệu sai lệch từ cảm biến AoA được đưa vào sổ tay máy bay của mỗi máy bay 737 MAX, và thúc giục tất cả các hãng hàng không vận hành máy bay 737 MAX 8 để chú ý đến các cảnh báo.

#### Phi công quan tâm
Trong quá trình huấn luyện khác biệt, các phi công của American Airlines và Southwest Airlines chuyển đổi từ các mẫu Boeing 737 thế hệ tiếp theo trước đó sang 737 MAX đã không được thông báo về MCAS liên quan đến vụ tai nạn nghiêm trọng, khiến họ lo ngại rằng họ có thể không được đào tạo về các khác biệt. Tháng 11 năm 2018, Tuần lễ Hàng không đã xem xét hướng dẫn vận hành phi công 737 MAX và thấy rằng nó không đề cập đến MCAS. Hiệp hội Phi công Đồng minh của American Airlines và Hiệp hội Phi công của Southwest Airlines cũng bị bắt gặp không biết. Tạp chí Phố Wall báo cáo rằng Boeing đã "quyết định không tiết lộ thêm thông tin chi tiết cho phi hành đoàn buồng lái do lo ngại về việc làm ngập phi công trung bình với quá nhiều thông tin."
Ngày 15 tháng 11, Hiệp hội Phi công Hàng không Hoa Kỳ (ALPA), hiệp hội phi công lớn nhất, đại diện cho 61.000 phi công, đã thúc giục FAA và NTSB đảm bảo phi công nhận được tất cả thông tin liên quan giải quyết "sự thiếu hụt an toàn hệ thống hàng không tiềm năng". Chi nhánh United Airlines của ALPA, phù hợp với quản lý của hãng, không đồng ý vì sổ tay phi công 737 bao gồm một quy trình chuẩn để tắt hành vi điều khiển chuyến bay và loại bỏ hàm ý MCAS trong vụ tai nạn là "suy đoán" dựa trên sự an toàn của Boeing bản tin nhận biết và chỉ thị về khả năng không vận của FAA.

#### Phòng thủ của Boeing
Trong một thông điệp nội bộ ngày 19 tháng 11, Giám đốc điều hành Boeing Dennis Muilenburg đã bảo vệ Sổ tay vận hành phi hành đoàn trên máy bay như mô tả chức năng liên quan đến MCAS. Ngày 20 tháng 11, Boeing đã tổ chức một cuộc gọi hội nghị với các hãng khai thác 737 MAX để chi tiết tính năng MCAS mới không có trong các biến thể Thế hệ tiếp theo. Cuộc gọi hội nghị đã bị hủy sau đó, được thay thế bằng một loạt các cuộc gọi trong khu vực để cho phép nhiều câu hỏi hơn.

### Tác động
Người đồng sáng lập Lion Air và cựu Giám đốc điều hành, ông Rusdi Kirana, hiện là đại sứ Indonesia tại Malaysia, được cho là đã hủy đơn đặt hàng 190 máy bay Boeing nổi bật của Lion Air - trị giá khoảng 22 tỷ USD theo giá niêm yết - qua những gì ông coi là nỗ lực của Boeing để đổ lỗi cho Lion Air cho vụ tai nạn
Ngày 31 tháng 12 năm 2018, gia đình của cơ phó đã đệ đơn kiện Boeing, tuyên bố sơ suất. Vụ kiện cũng tuyên bố rằng các cảm biến của máy bay cung cấp dữ liệu chuyến bay không chính xác, khiến hệ thống chống máy bay của nó tham gia không đúng cách, cũng như Boeing không cung cấp hướng dẫn thích hợp cho phi công về cách xử lý tình huống.
Vào tháng 3 năm 2019, gia đình nạn nhân đã báo cáo sự bất thường, nói rằng Lion Air đã gây áp lực buộc họ phải ký đi các quyền của họ để tìm kiếm sự truy đòi pháp lý để được bồi thường.